# 波尔塔瓦州州旗

波尔塔瓦州州旗的比例为2:3

波尔塔瓦州州旗是乌克兰的波尔塔瓦省的官方旗帜。国旗由蓝色背景上的黄色哥萨克十字组成，州旗比例为2:3。 
该方案由E. Shyrai设计，并于1999 年2月10日被波尔塔瓦州第十届会议的正式采纳。